# Castiglione Torinese
Castiglione Torinese (Castion in piemontese) è un comune italiano di 6 510 abitanti della città metropolitana di Torino in Piemonte.

## Geografia fisica
Situato a nord-est di Torino, il comune è prevalentemente collinare, mentre la parte pianeggiante è di origine alluvionale e si estende tra il Po e la collina boscosa. Il territorio è bagnato da numerosi e piccoli torrenti, fra cui il Rio Maggiore, che riceve il Crivella come affluente ed è ricco di sorgenti, alcune delle quali solforose, celebri soprattutto nel secolo scorso.
Castiglione Torinese non ha una struttura urbanistica definita, ma è formato da quattro nuclei principali relativamente compatti (La Rezza, Pedaggio, Castiglione Alto e, ai suoi piedi, San Rocco) e da una serie di case collocate ai lati delle strade comunali, un po' più isolate (La Piana).

### Origini del nome
In Piemonte vi sono tre comuni con lo stesso nome di Castiglione. Questo rende difficile determinare i riferimenti storici esatti relativi a questo comune risalenti all'epoca medioevale. Comunque, il documento più antico lo descrive come antica Castellanus e risale al 1193; il toponimo deriva dal diminutivo di Castrum, ossia Castellum, attraverso il doppio suffisso -onis e -iculus. Foneticamente il nome attuale del comune deriva dalla forma Castiglanus, termine che compare per la prima volta nel 1282, mentre l'aggettivo Torinese fu aggiunto per regio decreto nel 1862.

## Storia
Le prime informazioni storiche sul comune Castiglione risalgono alla prima metà del XII secolo, periodo in cui i conti di Torino ne erano i signori. Già nel 1160 avevano preso possesso del territorio i Marchesi del Monferrato, ai quali quattro anni dopo, nel 1164, confermò il dominio del luogo l'imperatore Federico I Barbarossa. Nel 1172 il comune fu concesso in feudo a Gozzelino Biandrate, mentre più tardi, nel XIII secolo, venne assoggettato nuovamente ai Marchesi del Monferrato, segnandone i confini con il territorio dei Savoia. Dai primi anni del XIV secolo fino ai primi decenni del XVI la storia di Castiglione è condizionata dalle alterne vicende delle contese fra i Marchesi del Monferrato e i Savoia-Acaia.
Nel 1308 il borgo si pose sotto la protezione di Filippo di Savoia-Acaia, al quale il conte Niccolò di Biandrate concesse tutti i diritti sul feudo. Gobliodo di Biandrate li riacquisì nell'anno 1314. Tre anni dopo la morte del conte Filippo, nel 1336, Castiglione ritornò possesso dei Marchesi del Monferrato, i quali lo conservarono per circa un secolo.
Nel 1419 venne concesso in feudo ad un personaggio poco noto, tale Valfredo, che da allora fu insignito del titolo di signore di Castiglione. Tornato per un breve periodo ai Savoia, ritornò nuovamente al Marchese del Monferrato, che nel 1437 lo concesse in feudo ai discendenti di Valfredo, che lo mantennero sino alla metà del XVII secolo.
Il comune comunque continuò a rimanere conteso tra Savoia e Monferrato anche nei secoli successivi, fino al 1631 quando, a seguito della pace di Cherasco che aveva posto fino alla seconda guerra del Monferrato, il possesso del luogo fu riconosciuto al duca Vittorio Amedeo I. Nel 1642 il feudo passò ai fratelli Turinetti, Giorgio (1606-1673) e Giovanni Antonio (1602-1683), di Chieri, rispettivamente intendente delle finanze e maestro auditore della Camera dei Savoia. Questi intrapresero l'opera di restauro dell'antico castello, andato distrutto nei primi decenni del secolo XVII. Trasformato in villa residenziale, vi furono ospitati più volte la duchessa Maria Cristina e il figlio Carlo Emanuele II. Da allora la storia del comune seguì quella dello stato sabaudo.

### Storia moderna
Il comune mutò le proprie caratteristiche dopo la prima guerra mondiale: il centro del borgo si spostò dalla collina verso il piano, sulla strada provinciale Torino-Gassino Torinese, portando un considerevole ampliamento di La Rezza e San Rocco. Durante il regime fascista, fu aggregato nel 1928 a quello di Gassino Torinese, ma fu ricostituito nel luglio 1947.
Negli ultimi decenni la crescente industrializzazione ha modificato le caratteristiche del territorio, toccando anche Castiglione. Per effetto delle migrazioni, provenienti sia dal Meridione che dal Veneto, la popolazione è aumentata. Gli abitanti erano poche centinaia fino al XVIII secolo, superarono il migliaio nell'Ottocento e i 1.700 nei primi anni del Novecento. Dopo una lieve flessione negli anni Venti, l'aumento demografico riprese costante, soprattutto a partire dal secondo dopoguerra. Nel 1968 gli abitanti erano già oltre 3.300, per poi arrivare a più di 6.000 ai giorni nostri, con un raddoppio rispetto al 1961.

### Simboli
(D.P.R. del 9 maggio 1997)

## Monumenti e luoghi d'interesse
Castiglione non dispone di particolari opere artistiche ed è apprezzabile soprattutto per le sue caratteristiche ambientali e le vedute panoramiche. Fra i monumenti di qualche pregio possiamo considerare il castello dei Turinetti, distrutto dai francesi alla fine del Seicento e mai riedificato. Al suo posto i Turinetti costruirono una villa d'epoca, anche se era più un palazzotto, che fu demolita dal proprietario, che l'aveva acquistata dagli stessi Turinetti, a metà degli anni '60 con l'approvazione dell'Intendenza delle Belle Arti che sentenziò che la villa non aveva particolari pregi artistici. Del castello restano solo alcune mura e la cappella. Vi sono poi alcune ville barocche, risalenti al XVIII secolo, sparse per le colline circostanti.

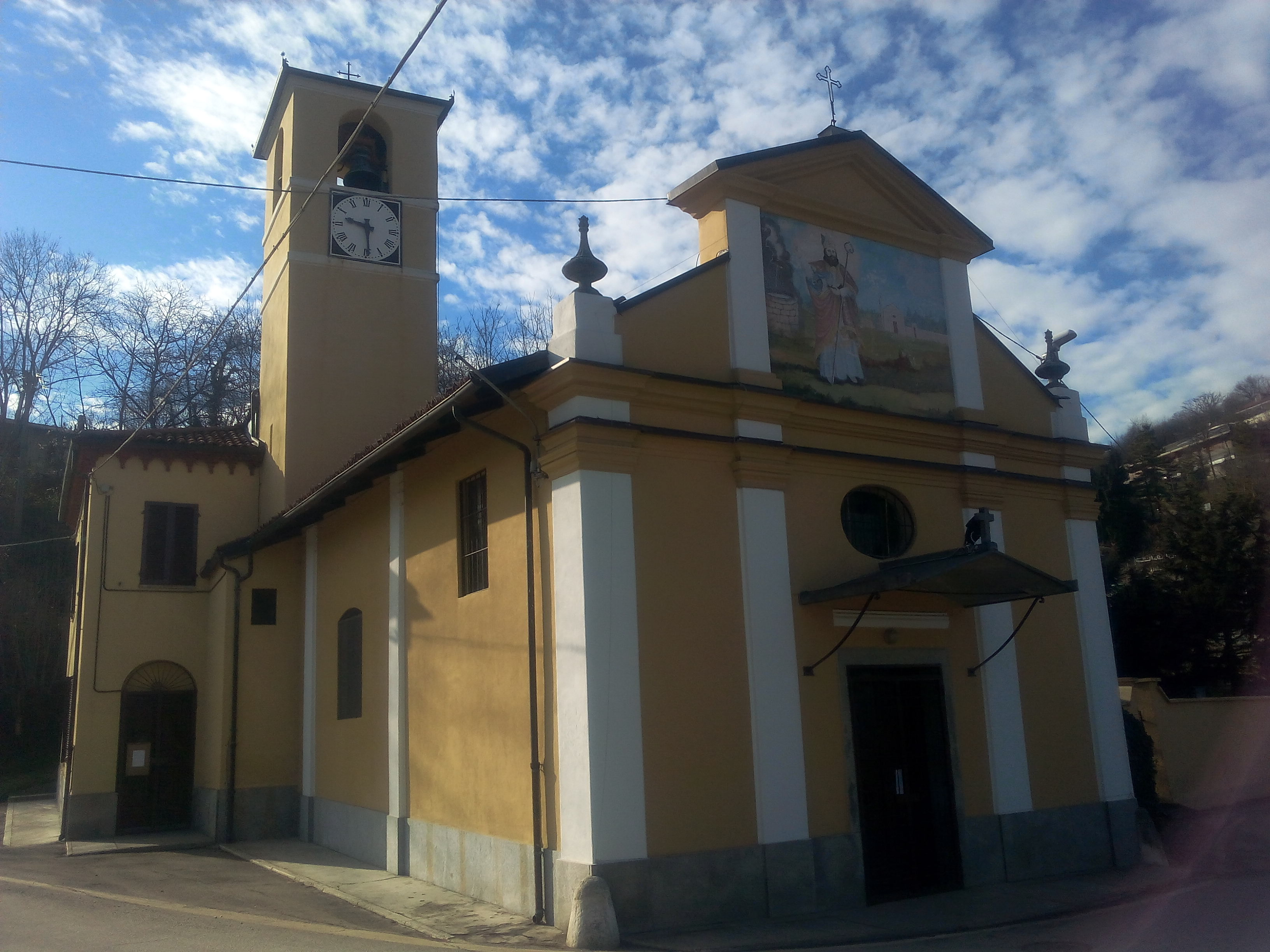
La chiesa di San Grato a Cordova

### Architetture religiose
- La chiesa parrocchiale dei Santi Claudio e Dalmazzo, in piazza Beata Vergine Assunta, costruita nel 1951.
- La chiesa di San Grato, posta in frazione Cordova (471 m s.l.m.).
- La chiesa di San Rocco, in stile barocco a pianta circolare.
- L'antica cappella di San Sebastiano (vicino al ristorante Biagini)
- La chiesa del complesso ex-Cottolengo, in cui vi è l'ipotesi di trasferire la biblioteca (vicino al municipio)
- La cappella di Santa Maria Nascente (a Castiglione Alto)
- La cappella privata di San Martino (sita 500m circa prima di Strada del Balzetto)
- L'altra cappella privata di San Martino (sita poco prima del confine con San Mauro)
- La cappella sul sentiero collinare che da Strada della Madonnina porta a Cordova
- La cappella di San Dalmazzo (all'inizio di strada Cordova)
- La chiesa delle suore del Castelletto (collocata nel loro convento)
- L'antica chiesa di San Claudio (a Castiglione Alto)

### Via Francigena
Per Castiglione passa la Via Francigena, ramo del Moncenisio, che da qui si dirige verso Gassino e poi verso Chivasso.

## Cultura

### Biblioteca
A Castiglione Torinese è presente una biblioteca civica.

## Società

### Evoluzione demografica
Negli ultimi sessant'anni, a partire dal 1951, la popolazione residente è triplicata.
Abitanti censiti

### Etnie e minoranze straniere
Secondo i dati Istat al 31 dicembre 2017, i cittadini stranieri residenti a Castiglione Torinese sono 239, così suddivisi per nazionalità, elencando per le presenze più significative:
1. Romania, 127

### Suddivisioni amministrative
Il comune di Castiglione Torinese è sparsamente popolato e non è dotato di un vero e proprio centro storico. Il territorio può essere suddiviso in varie zone:
- Mulino Sambuy (Molino)
- Pedaggio
- Fornaci
- Garavaglia
- Scursatone
- Sant'Eufemia
- Tetti Varetto
- Castiglione Alto
- Rezza

## Economia
L'economia del luogo si basava fin dai primi del Novecento sull'agricoltura. Diffuse erano le coltivazioni di cereali, uve da vino (in particolare il freisa) e fragole. Oggi è praticata intensivamente la coltura foraggera, grazie alla costruzione di alcune stalle moderne. La maggioranza della popolazione attiva è occupata nel settore industriale, soprattutto manifatturiero ed edilizio.

## Infrastrutture e trasporti
Tra il 1880 e il 1949 il comune fu servito dalla tranvia Torino-Chivasso/Brusasco.

## Amministrazione
Di seguito è presentata una tabella relativa alle amministrazioni che si sono succedute in questo comune.
| Periodo        | Periodo        | Primo cittadino       | Partito                               | Carica  | Note  |
| -------------- | -------------- | --------------------- | ------------------------------------- | ------- | ----- |
| 21 giugno 1985 | 25 maggio 1990 | Terenzio Laureri      | -                                     | Sindaco | [ 9 ] |
| 25 maggio 1990 | 24 aprile 1995 | Terenzio Laureri      | Democrazia Cristiana                  | Sindaco | [ 9 ] |
| 24 aprile 1995 | 14 giugno 1999 | Terenzio Laureri      | centro                                | Sindaco | [ 9 ] |
| 14 giugno 1999 | 14 giugno 2004 | Terenzio Laureri      | centro-destra                         | Sindaco | [ 9 ] |
| 14 giugno 2004 | 8 giugno 2009  | Marina Cha Bertinetti | lista civica                          | Sindaco | [ 9 ] |
| 8 giugno 2009  | 26 maggio 2014 | Marina Cha Bertinetti | lista civica                          | Sindaco | [ 9 ] |
| 26 maggio 2014 | 27 maggio 2019 | Roberto Pignatta      | lista civica Naturalmente Castiglione | Sindaco | [ 9 ] |
| 27 maggio 2019 | 10 giugno 2024 | Loris Giovanni Lovera | lista civica Cresciamo insieme        | Sindaco |       |
| 10 giugno 2024 | in carica      | Loris Giovanni Lovera | lista civica Cresciamo insieme        | Sindaco |       |